# Allium nathaliae
Allium nathaliae är en amaryllisväxtart som beskrevs av Alexey Petrovich Seregin. Allium nathaliae ingår i släktet lökar, och familjen amaryllisväxter.
Artens utbredningsområde är Krym. Inga underarter finns listade i Catalogue of Life.